# Luis Siri
Luis Mario Siri Lopez (* 11. Februar 1982 oder 2. November 1982) ist ein uruguayischer Moderner Fünfkämpfer.
Der 1,83 Meter große Siri wurde im Jahr 2003 seitens des Uruguayischen Sportministeriums als Uruguayischer Meister des Jahres 2002 in der Sparte Triathlon des Modernen Fünfkampfes ausgezeichnet.
Siri trat bei den Panamerikanischen Meisterschaften im Oktober 2005 in Buenos Aires an und schloss den Wettbewerb als 21. ab. Bei den Panamerikanischen-NORCECA-Meisterschaften im Juli des Folgejahres wurde er in Mexiko 25. Dem folgte im Juli 2007 ein 26. Platz bei den CISM MP Championships in Rio de Janeiro.
Siri nahm mit der uruguayischen Mannschaft an den Panamerikanischen Spielen 2007 teil und beendete den Wettbewerb auf dem 19. Rang. Bei den Panamerikanischen Spielen 2011 gehörte er ebenfalls dem uruguayischen Aufgebot an und belegte im dortigen Wettkampf den 22. Platz. Bei dieser Veranstaltung stellte er auch seine derzeitige persönliche Bestleistung mit einer Ausbeute von 3660 Punkten auf. Im selben Jahr platzierte er sich bei den Militärweltspielen in Rio de Janeiro an 32. Stelle. Bei den Südamerikaspielen 2014 in Chile gehörte er ebenfalls zum uruguayischen Team. Im selben Jahr startete er auch bei den Panamerikanischen Meisterschaften. 2015 war er Mitglied des uruguayischen Aufgebots bei den Panamerikanischen Spielen 2015 in Toronto. Dort belegte er den 23. Rang.